# Santuario del Perpetuo Socorro
El Santuario del Perpetuo Socorro es una iglesia de la ciudad española de Granada, comunidad autónoma de Andalucía. Está situada en la calle San Jerónimo, muy próxima ya al célebre monasterio de su mismo nombre.

## Historia
En 1671 la Congregación del Oratorio de San Felipe Neri inició su labor pastoral en la ciudad de Granada y levantó aquí una iglesia dedicada en su origen a la Virgen de los Dolores, bajo la dirección de Melchor de Aguirre, maestro mayor de la Catedral de Granada, que falleció sin ver acabadas las obras.
Con la aplicación de la desamortización de Mendizábal del año 1836 se cerró el convento y se expulsó a los Religiosos Filipenses; a partir de entonces convento e iglesia quedaron abandonados siendo usados como almacén de materiales y escuela de Bellas Artes, hasta la llegada de los Redentoristas.
A lo largo de estos años la iglesia se va deteriorando, llegando a perder parte de sus elementos originales. Sería el 4 de julio del año 1912 cuando los Redentoristas la adquieran, instalándose aquí en febrero de 1913, y consagrando de nuevo el templo el día 12 de diciembre de ese mismo año, ahora bajo el título de Santuario de Nuestra Señora del Perpetuo Socorro.

## Iglesia

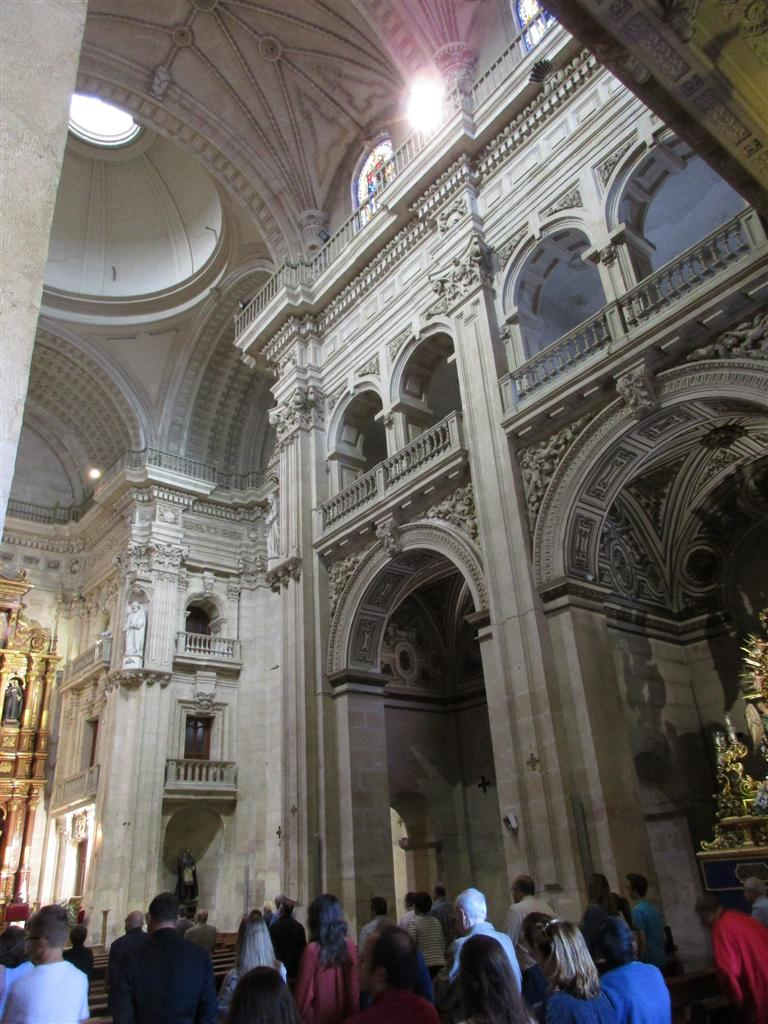
Tribunas en la nave central del interior de la iglesia.

La fachada principal es elegante, sobria y austera, y estuvo rematada anteriormente por dos torres, que fueron demolidas en el siglo XIX.
Se organiza según una planta de cruz latina que decora su interior con grandes pilastras corintias. Cuenta con tres naves, quedando la central cubierta por una bóveda de crucería, mientras que el crucero lo hace a través de una cúpula  de inferior calidad que el resto del edificio. A cada lado de las bóvedas se abren tres capillas y, encima de ésta, tribunas, repetidas en el crucero.
Todos sus retablos interiores fueron creados por Francisco Romero, ejecutados  en pino rojo. El retablo mayor lo preside Santa María del Perpetuo Socorro, desde su camarín central. Los dos retablos laterales están dedicados a San Alfonso María de Liguori, obispo de Santa Águeda de los Godos (Italia) y fundador de los Misioneros Redentoristas, uno, y al Corazón Eucarístico de Jesús, el otro.